# Simpoints
Simpoints er virtuelle point i forbindelse med the sims 3. De kan enten købes på EA store eller den officielle the sims 3 hjemmeside.

## Anvendelse
Pointene kan bruges til bl.a. at købe forskelligt tøj hår og møbler og udendørs og konstruktionsting som skorstene og hegne. men ofte er der også gratis man kan downloade fra store på sims 3 hjemmeside som fx et fanta-køleskab. En anden ting man også kan købe det er sæt. Man kan enten købe tingene enkeltvist eller i sæt på flere 1000 simpoints mens det enkelte ting typisk koster 25-100 simpoint.

## Mængder
På storehjemmesiden kan man købe i 4 forskellige mængder. Mængderne er 500 og 1000 og 2000 og 4000 simpoints. Desuden koster det – gennemsnitligt får man 11 simpoints per krone. En af forskellene i at købe på ea-store og på sims 3-store er at køber man i mængder over 500 simpoints får man gratis sæt som man kun kan få ved at købe i større mængder. Desuden kan det på storehjemmesiden købes enten over mobilen eller kreditkort.